# ليونارد غراي
ليونارد غراي (بالإنجليزية: Leonard Gray)‏ مواليد 19 ديسمبر 1951 في كانساس سيتي,كنساس - الوفاة 13 يونيو 2006، كان لاعب كرة سلة أمريكي. بدأ مسيرته الاحترافية في سنة 1974. تم اختياره من قبل فريق سياتل سوبرسونيكس خلال الدرافت. بلغ طوله 6 قدم 8 بوصة (2.0 م). اعتزل اللعب في 1977. لعب مع سياتل سوبرسونيكس وواشنطن ويزاردز.

## روابط خارجية
- ليونارد غراي على موقع إن بي أي (الإنجليزية)
- ليونارد غراي على موقع سبورتس رفرنس (الإنجليزية)
- ليونارد غراي على موقع كلية كرة السلة في سبورتس رفرنس.كوم (الإنجليزية)
- ليونارد غراي على موقع ريلجم (الإنجليزية)
- ليونارد غراي على موقع بروبوليرز (الإنجليزية)